# Еленор Патерсон
Еленор Патерсон  (енгл. Eleanor Patterson; Леонгата, Викторија, 22. мај 1996.) аустралијска је атлетичарка која се такмичи у скоку у вис. Освојила је златну медаљу на Светском првенству 2022, сребрну на Светском првенству 2023. и бронзану на Олимпијским играма 2024 .

## Каријера
Еленор је почела да се такмичи у скоку у вис као дете.
Патерсон је завршила као осма на Светском првенству 2015. Учествовала је на Олимпијским играма 2016. али се није квалификовала за финале. Патерсон није изабрана да представља Аустралију на Играма Комонвелта 2018. Разочарана због тога, паузирала је годину дана пре него што се 2019. вратила скоку увис.
2020. Патерсон је поставила нови аустралијски рекорд, скочивши 1,99 м на Новом Зеланду. На Олимпијским играма 2020. у Токију скочила је 1,95 м у својој групи и тако се квалификовала за финале. Тамо је успела да прескочи 1,96 м и освоји пето место.
У марту 2022. на Светском првенству у дворани у Београду, Патерсон је поставила нови рекорд Океаније скочивши 2,00 м, чиме је освојила сребрну медаљу. У јулу је освојила златну медаљу на Светском првенству 2022. у Јуџину, изједначивши аустралијски национални рекорд од 2,02 м. У августу је освојила сребрну медаљу на Играма Комонвелта 2022. Следеће године, Патерсон је освојила сребрну медаљу на Светском првенству 2023.
На Олимпијским играма у Паризу 2024. освојила је бронзану медаљу скоком од 1,95 м. 23. марта 2025. скоком од 1,97 м освојила је сребрну медаљу на Светском првенству у дворани у Нанкингу.

## Међународна такмичења
| Представљајући Аустралију | Представљајући Аустралију          | Представљајући Аустралију       | Представљајући Аустралију | Представљајући Аустралију | Представљајући Аустралију |
| Година                    | Такмичење                          | Место                           | Пласман                   | Дисциплина                | Резултат                  |
| ------------------------- | ---------------------------------- | ------------------------------- | ------------------------- | ------------------------- | ------------------------- |
| 2013                      | Светско првенство за млађе јуниоре | Доњецк, Украјина                | 1.                        | Скок увис                 | 1.88 м                    |
| 2014                      | Игре Комонвелта                    | Глазгов, Уједињено Краљевство   | 1.                        | Скок увис                 | 1.94 м                    |
| 2015                      | Светско првенство                  | Пекинг, Кина                    | 8.                        | Скок увис                 | 1.92 м                    |
| 2016                      | Олимпијске игре                    | Рио де Жанеиро, Бразил          | 22.                       | Скок увис                 | 1.89 м                    |
| 2021                      | Олимпијске игре                    | Токио, Јапан                    | 5.                        | Скок увис                 | 1.96 м                    |
| 2022                      | Светско првенство у дворани        | Београд, Србија                 | 2.                        | Скок увис                 | 2.00 м                    |
| 2022                      | Светско првенство                  | Јуџин, САД                      | 1.                        | Скок увис                 | 2.02 м                    |
| 2022                      | Игре Комонвелта                    | Бирмингем, Уједињено Краљевство | 2.                        | Скок увис                 | 1.92 м                    |
| 2023                      | Светско првенство                  | Будимпешта, Мађарска            | 2.                        | Скок увис                 | 1.99 м                    |
| 2024                      | Олимпијске игре                    | Париз, Француска                | 3.                        | Скок увис                 | 1.95 м                    |
| 2025                      | Светско првенство у дворани        | Нанкинг, Кина                   | 2.                        | Скок увис                 | 1,97                      |

## Лични живот
Еленор је верена за италијанског скакача у вис Марка Фасинотија.